# 正義の四人
『正義の四人』（せいぎのよにん、The Four Just Men ）は、1905年に発表されたエドガー・ウォーレスの長編推理小説。
「正義の四人」の初登場作品であるとともに、ウォーレスの処女作。司法や法律が罰しない悪人を私的に罰するために、殺人すらも行う4人組を主人公にした犯罪小説（悪漢小説）である。

## あらすじ
法では裁けぬ悪人たちに私刑（時には処刑）を下す謎の集団「正義の四人」から、イギリスの外務大臣あてに犯行予告が送られた。「政治犯を本国へと引き渡す法案の取り下げをしなければ、命をもらう」というもの。
英国警察は刑事と警官を総動員して、四人の逮捕と大臣の護衛に当たる。大臣の公邸がある英国議会の周辺を中心に、正義の四人と捜査官の攻防が繰り広げられる。

## 主な登場人物
- レオン・ゴンザレス - 「正義の四人」の中心人物で、作戦立案や人員スカウトを担当するリーダー兼参謀。スペイン系の名前だが、金髪碧眼で髭がない。数か国語に堪能。アジトに一人残り声明文を作成したり、外出から戻った他メンバーの報告を聞くことが多い。
- ジョージ・マンフレッド - 「正義の四人」の現場での行動を一手に引き受ける。大柄で口髭をはやし、眼鏡をかけている。刑事に成りすまして警察内に進入したり、変装しての人質の奪還、マスコミ関係者への脅迫から一般人との商談まで何でもこなす。
- レイモン・ポワカール - 「正義の四人」における活動資金を提供するスポンサー。化学者でもあり、劇薬や爆破物の製造を得意とする。華奢で中性的な風貌、白ずくめの服とエナメルの長靴といった派手な格好を好む。捜査官からは「女かもしれない」と言われてしまう。
- ミゲル・テリー - 新たにメンバーになった4人目。またの名をサイモンとして指名手配のお尋ね者になっている。特技を持っているが、作中ではラストまで具体的内容は伏せられる。がっしりとした体格で顎や体に傷がある。途中で弱気になり、「正義の四人」を裏切り自首しようとする。
- クラリス - 元「正義の四人」の構成員。テリーの前任の4人目。格闘・銃撃・運送（馬車から戦闘機まで操縦）が得意だった。 本作では回想のみだが、のちの第一短編集「正義の人々」で前日談が語られる作品がある。
- フィリップ・ラモン卿 - 英国の外務大臣。本作での4人の標的。法案の提出を断念しなければ殺害すると脅迫される。
- ファルマス警視 - 「正義の四人」事件の捜査責任者。
- ビル・マークス - ロンドンのスリ。ポワカールから作戦の書いてある手帳を盗む。仕事（スリ）の際は相手の顔を見ない。
- ハワード巡査長 - ロンドンの所轄刑事。マークスを取り調べる。
- フランシス・カトリング卿 - 高名な法医学者。
- パークス - 外務大臣の屋敷の執事。
- ハミルトン - 外務大臣の秘書。
- ミラー - ロンドンの電気工事屋。

## 内容
- ウォーレスの「キングコング」と並ぶ代表作で、最初に出版された作品である。「正義の四人」シリーズは4人目のメンバーを変えながら、4長編2短編集と長期にわたって続く人気キャラクターとなった。
- 後期作品では4人目を置かず「正義の三人」となる[注 2]。

## 提示される謎
- 密室と殺害方法（外傷のない死体）

## 特記事項
- 本作は読者から密室の謎解きを募集して、正解には500ポンドが賞金として提示された[1]。
- 本作品に序文を書いたレッド・ヘリングという編集者の筆名には、「読者の注意を真犯人からそらすため、わざと提示される偽の手がかり」という意味がある[2]。